# Initial D: Takahashi Ryōsuke no Taipingu Saisoku Riron
Initial D: Takahashi Ryōsuke no Taipingu Saisoku Riron (頭文字D 高橋涼介のタイピング最速理論?) es un videojuego de mecanografía desarrollado y publicado por E Frontier para Microsoft Windows, Mac OS y PlayStation 2.

## Jugabilidad
Presenta imágenes de 5 de las principales batallas de la serie, y cada batalla actúa como su propio nivel.  4 de las batallas están disponibles desde el principio, y la batalla final contra Ryosuke Takahashi se desbloquea después de completar los niveles anteriores.
Los jugadores deben escribir el texto que se les muestra en la pantalla para avanzar en la carrera, con errores que reducen el HP de los jugadores.  Si la barra de HP se agota, el jugador falla y tiene que comenzar la batalla de nuevo.